# Sittlingen
Sittlingen ist ein Gemeindeteil der Großen Kreisstadt Dinkelsbühl im Landkreis Ansbach (Mittelfranken, Bayern). Sittlingen liegt in der Gemarkung Neustädtlein.

## Geographie
Nordöstlich des Dorfes entspringt der Sittlinger Graben, ein rechter Zufluss des Walkenweiherbachs, der wiederum ein rechter Zufluss der Wörnitz ist. Im Norden grenzt das Zellhaus an, im Süden liegt das Brandholz. Eine Gemeindeverbindungsstraße führt nach Sankt Ulrich (0,5 km östlich) bzw. nach Langensteinbach (1,2 km westlich), eine weitere führt nach Radwang (1 km nördlich).

## Geschichte
Die Fraisch über Sittlingen war strittig zwischen dem oettingen-spielbergischen Oberamt Dürrwangen und der Reichsstadt Dinkelsbühl. Gegen Ende des 18. Jahrhunderts bestand der Ort aus 10 Anwesen. Die Dorf- und Gemeindeherrschaft sowie die Grundherrschaft über alle Anwesen hatte die Reichsstadt Dinkelsbühl. Die Abgaben der jeweiligen Anwesen erhielten folgende Einrichtungen: Prädikaturpflege und Säckleinspflege (1 Gut je zur Hälfte), Siechenpflege (1 Gut) und Spital (2 halbe Hofgüter, 2 ganze Güter, 4 halbe Güter). Mit Hasselbach hatte man gemeinsam ein Hirtenhaus.
Im Jahr 1809 wurde Sittlingen infolge des Gemeindeedikts dem Steuerdistrikt und der Ruralgemeinde Villersbronn zugeordnet. Mit dem Zweiten Gemeindeedikt (1818) wurde der Ort in die neu gebildete Ruralgemeinde Knittelsbach überwiesen. Am 1. April 1971 wurde Sittlingen im Zuge der Gebietsreform in Bayern nach Dinkelsbühl eingegliedert.

## Einwohnerentwicklung
| Jahr      | 001818 | 001840 | 001861 | 001871 | 001885 | 001900 | 001925 | 001950 | 001961 | 001970 | 001987 |
| Einwohner | 52     | 39     | 71     | 53     | 47     | 47     | 44     | 60     | 42     | 35     | 40     |
| Häuser    | 10     | 9      |        |        | 8      | 9      | 10     | 9      | 9      |        | 13     |
| Quelle    | [ 11 ] | [ 12 ] | [ 13 ] | [ 14 ] | [ 15 ] | [ 16 ] | [ 17 ] | [ 18 ] | [ 19 ] | [ 20 ] | [ 1 ]  |

## Religion
Der Ort ist seit der Reformation evangelisch-lutherisch geprägt und bis heute nach St. Vinzenz (Segringen) gepfarrt. Die Katholiken sind nach St. Georg (Dinkelsbühl) gepfarrt.